# Gonzalo Picón-Febres
Gonzalo Picón-Febres (Mérida, 1860-Curazao, 1918) fue un escritor, político, filólogo, profesor, crítico y diplomático venezolano.

## Biografía
Nacido el 10 de septiembre de 1860, nieto de españoles, era de Mérida, en cuya universidad se doctoró en 1895. Abogado, fue miembro del Ateneo de Caracas, alto empleado en el Ministerio de Relaciones Exteriores desde 1897, senador, ministro de Correos (1899) y de Relaciones Interiores (1907), cónsul en Nueva York (1907) y profesor de Derecho en la Universidad de los Andes.Falleció en 1918, el día 6 de junio, en Curazao.
En opinión de Julio Cejador y Frauca «fué el literato y escritor más completo y universal de su tierra en su época». Filólogo y crítico, también cultivó la poesía y la novela. Publicó los libros de poesías Caléndulas (1893) y Claveles encarnados y amarillos (1895). Aficionado según Cejador a «la manera realista y regional», escribió novelas de costumbres criollas como Fidelia (1893), Ya es hora (1895), Flor (1911), Nieve y lodo (1914) y El sargento Felipe (1899). También fue autor de la obra histórico-crítica Literatura venezolana en el siglo xix (1906), La patria y El libro raro (1909).